# 科尼克爾山
77°39′S 168°34′E / 77.650°S 168.567°E
科尼克爾山（英語：Conical Hill）是南極洲的山峰，位於羅斯島，處於特羅爾山南岸，海拔高度655米，由羅伯特·斯科特率領的英國探險隊命名，現時由南極條約體系管理。